# Arthur Schmidt-Kügler
Arthur Karl Gottfried Schmidt-Kügler (* 21. Februar 1883 in Schroda; † 21. April 1947) war ein deutscher Verwaltungsjurist und Regierungspräsident.

## Leben und Wirken
Nach dem Besuch des Matthiasgymnasiums in Breslau schlug er eine Verwaltungslaufbahn ein. Zum 1. Mai 1933 trat er in die NSDAP ein. Am 1. Juli 1933 wurde er in Oppeln zum Regierungspräsidenten ernannt. 1936 wechselte er nach Stade. Die Funktion übte er dort bis 1944 aus. Nach Kriegsende wurde posthum als „entlastet“ entnazifiziert.